# Finales de la NBA de 1962
Las Finales de la NBA de 1962 fueron las series definitivas de los playoffs de 1962 y suponían la conclusión de la temporada 1961-62 de la NBA, con victoria de Boston Celtics, campeón de la Conferencia Este, sobre Los Angeles Lakers, campeón de la Conferencia Oeste, consiguiendo los Celtics su cuarto título consecutivo, y el quinto en 6 años. El enfrentamiento reunió a 8 futuros miembros del Basketball Hall of Fame, 6 jugadores de los Celtics, 2 de los Lakers, además del entrenador de Boston, Red Auerbach. Es, hasta la fecha, la última Final de la NBA que se ha resuelto en la prórroga del séptimo partido.

## Resumen
| Partido | Fecha       | Equipo local | Resultado    | Equipo visitante |
| ------- | ----------- | ------------ | ------------ | ---------------- |
| 1       | 7 de abril  | Boston       | 122-108      | Los Ángeles      |
| 2       | 8 de abril  | Boston       | 122-129      | Los Angeles      |
| 3       | 10 de abril | Los Angeles  | 117-115      | Boston           |
| 4       | 11 de abril | Los Ángeles  | 103-115      | Boston           |
| 5       | 14 de abril | Boston       | 121-126      | Los Angeles      |
| 6       | 16 de abril | Los Ángeles  | 105-119      | Boston           |
| 7       | 17 de abril | Boston       | 110-106 (PR) | Los Angeles      |

Boston ganan las series 4-3

## Enfrentamientos en temporada regular
Durante la temporada regular, los Lakers y los Celtics se vieron las caras hasta en nueve ocasiones (la liga la formaban entonces 9 equipos), jugando tres encuentros en el Boston Garden, cuatro en el Los Angeles Memorial Sports Arena y otros dos en campo neutral. La ventaja era de los Celtics que habían conseguido ganar en seis ocasiones.
| 18 de noviembre | Los Angeles Lakers | 103–101 | Boston Celtics |                                 |
|                 |                    |         |                |                                 |
|                 |                    |         |                | Pabellón: Boston Garden, Boston |

| 19 de diciembre | Boston Celtics | 101–104 | Los Angeles Lakers |                                                          |
|                 |                |         |                    |                                                          |
|                 |                |         |                    | Pabellón: Los Angeles Memorial Sports Arena, Los Ángeles |

| 26 de diciembre | Los Angeles Lakers | 117–129 | Boston Celtics |                                 |
|                 |                    |         |                |                                 |
|                 |                    |         |                | Pabellón: Boston Garden, Boston |

| 7 de enero | Boston Celtics | 118–95 | Los Angeles Lakers |                                                          |
|            |                |        |                    |                                                          |
|            |                |        |                    | Pabellón: Los Angeles Memorial Sports Arena, Los Ángeles |

| 23 de enero | Boston Celtics | 118–103 | Los Angeles Lakers |                                             |
|             |                |         |                    |                                             |
|             |                |         |                    | Pabellón: Madison Square Garden, Nueva York |

| 1 de febrero | Boston Celtics | 130–115 | Los Angeles Lakers |                                   |
|              |                |         |                    |                                   |
|              |                |         |                    | Pabellón: College Park (Maryland) |

| 18 de febrero | Boston Celtics | 99–125 | Los Angeles Lakers |                                                          |
|               |                |        |                    |                                                          |
|               |                |        |                    | Pabellón: Los Angeles Memorial Sports Arena, Los Ángeles |

| 20 de febrero | Boston Celtics | 115–96 | Los Angeles Lakers |                                                          |
|               |                |        |                    |                                                          |
|               |                |        |                    | Pabellón: Los Angeles Memorial Sports Arena, Los Ángeles |

| 11 de marzo | Los Angeles Lakers | 105–119 | Boston Celtics |                                 |
|             |                    |         |                |                                 |
|             |                    |         |                | Pabellón: Boston Garden, Boston |

## Resumen de los partidos
| 7 de abril                    | Los Angeles Lakers                                        | 108–122              | Boston Celtics                                        |                                                                               |  |  |
|                               | Parciales: 32–29, 20–31, 22–35, 34–27                     |                      |                                                       |                                                                               |  |  |
|                               | Estadísticas Elgin Baylor 35 Elgin Baylor 17 Jerry West 4 | Reporte Pts Reb Asts | Estadísticas Sam Jones 24 Bill Russell 28 Bob Cousy 7 | Pabellón: Boston Garden, Boston, Massachusetts Asistencia: 7,467 espectadores |  |  |
| Boston lidera las series, 1–0 |                                                           |                      |                                                       |                                                                               |  |  |
|                               |                                                           |                      |                                                       |                                                                               |  |  |

| 8 de abril            | Los Angeles Lakers                                    | 129–122              | Boston Celtics                                            |                                                                                |  |  |
|                       | Parciales: 30–36, 43–23, 29–39, 27–24                 |                      |                                                           |                                                                                |  |  |
|                       | Estadísticas Jerry West 40 Jim Krebs 13 Frank Selvy 6 | Reporte Pts Reb Asts | Estadísticas Tom Heinsohn 27 Bill Russell 23 Bob Cousy 11 | Pabellón: Boston Garden, Boston, Massachusetts Asistencia: 12,364 espectadores |  |  |
| Series empatadas, 1–1 |                                                       |                      |                                                           |                                                                                |  |  |
|                       |                                                       |                      |                                                           |                                                                                |  |  |

| 10 de abril                        | Boston Celtics                                           | 115–117              | Los Angeles Lakers                                         | |  |  |
|                                    | Parciales: 27–24, 23–30, 28–33, 37–30                    |                      |                                                            | |  |  |
|                                    | Estadísticas Bill Russell 26 Bill Russell 32 Bob Cousy 8 | Reporte Pts Reb Asts | Estadísticas Elgin Baylor 39 Elgin Baylor 23 Frank Selvy 5 | Pabellón: Los Angeles Memorial Sports Arena, Los Ángeles, California Asistencia: 15,180 espectadores |  |  |
| Los Angeles lidera las series, 2–1 |                                                          |                      |                                                            | |  |  |
|                                    |                                                          |                      |                                                            | |  |  |

| 11 de abril           | Boston Celtics                                            | 115–103              | Los Angeles Lakers                                          | |  |  |
|                       | Parciales: 32–20, 28–31, 31–25, 24–27                     |                      |                                                             | |  |  |
|                       | Estadísticas Bill Russell 21 Bill Russell 22 Bob Cousy 13 | Reporte Pts Reb Asts | Estadísticas Elgin Baylor 38 Elgin Baylor 14 Elgin Baylor 6 | Pabellón: Los Angeles Memorial Sports Arena, Los Ángeles, California Asistencia: 15,104 espectadores |  |  |
| Series empatadas, 2–2 |                                                           |                      |                                                             | |  |  |
|                       |                                                           |                      |                                                             | |  |  |

| 14 de abril                        | Los Angeles Lakers                                         | 126–121              | Boston Celtics                                            |                                                                                |  |  |
|                                    | Parciales: 31–30, 35–38, 27–31, 33–22                      |                      |                                                           |                                                                                |  |  |
|                                    | Estadísticas Elgin Baylor 61 Elgin Baylor 22 Frank Selvy 5 | Reporte Pts Reb Asts | Estadísticas Tom Heinsohn 30 Bill Russell 29 Bob Cousy 10 | Pabellón: Boston Garden, Boston, Massachusetts Asistencia: 13,909 espectadores |  |  |
| Los Angeles lidera las series, 3–2 |                                                            |                      |                                                           |                                                                                |  |  |
|                                    |                                                            |                      |                                                           |                                                                                |  |  |

| 16 de abril           | Boston Celtics                                            | 119–105              | Los Angeles Lakers                                                             | |  |  |
|                       | Parciales: 33–34, 24–31, 34–16, 28–24                     |                      |                                                                                | |  |  |
|                       | Estadísticas Sam Jones 35 Bill Russell 24 Bill Russell 10 | Reporte Pts Reb Asts | Estadísticas West, Baylor 34 cada uno Elgin Baylor 15 West, LaRusso 5 cada uno | Pabellón: Los Angeles Memorial Sports Arena, Los Ángeles, California Asistencia: 14,030 espectadores |  |  |
| Series empatadas, 3–3 |                                                           |                      |                                                                                | |  |  |
|                       |                                                           |                      |                                                                                | |  |  |

| 18 de abril                 | Los Angeles Lakers                                                     | 107–110              | Boston Celtics                                           |                                                                                |  |  |
|                             | Parciales: 22–22, 25–31, 28–22, 25–25 (T.E.: 7–10)                     |                      |                                                          |                                                                                |  |  |
|                             | Estadísticas Elgin Baylor 41 Elgin Baylor 22 tres jugadores 4 cada uno | Reporte Pts Reb Asts | Estadísticas Bill Russell 30 Bill Russell 40 Bob Cousy 9 | Pabellón: Boston Garden, Boston, Massachusetts Asistencia: 13,909 espectadores |  |  |
| Boston gana las series, 4–3 |                                                                        |                      |                                                          |                                                                                |  |  |
|                             |                                                                        |                      |                                                          |                                                                                |  |  |

Los Lakers, ya asentados en Los Ángeles, se presentaban en la final después de una gran temporada, en la que ganaron 53 partidos de la liga regular, a pesar de que su gran estrella, Elgin Baylor sólo pudo disputar 48 partidos debido a que fue llamado a la reserva del Ejército de los Estados Unidos, no pudiendo jugar apenas entre semana. Baylor acabó como segundo máximo anotador de la liga, con unos espectaculares 38,3 puntos por encuentro, sólo superado por el inalcanzable Wilt Chamberlain. Los Celtics por su parte mantenían prácticamente la misma plantilla que les había hecho ganar cuatro títulos en las últimas 5 temporadas. La única novedad fue la incorporación de Gary Phillips, que tomaba el puesto vacante que dejaba Bill Sharman, retirado al finalizar la temporada anterior.
En las finales de conferencia, los Lakers se deshicieron con relativa comodidad de los Detroit Pistons, mientras que los Celtic tuvieron que apurar hasta el séptimo partido para deshacerse de los Philadelphia Warriors del poderoso Chamberlain. A pesar de ello, los Celtics ganaron con comodidad el primer partido, disputado en el Boston Garden, por 122-108. Pero los Lakers le devolverían la pelota al día siguiente, derrotándoles por 129-122, que les hacía obtener el factor cancha.
Una cifra récord de 15.180 espectadores abarrotaron el Los Angeles Memorial Sports Arena en el tercer partido de la serie, el primero en tierras californianas. Y fueron recompensados por su apoyo en los últimos segundos del encuentro, cuando Jerry West anotaba una canasta que ponía el marcador con empate a 115. En la siguiente jugada Sam Jones trató de meter el balón sobre Bob Cousy, pero West robó el balón, anotando una bandeja sobre la bocina, dejando el marcador 117-115 para los Lakers. Auerbach, entrenador de los Celtics, manifestó tras el partido que era imposible que West se recorriera media cancha botando con apenas tres segundos en el marcador, algo que parecía corroborar el banquillo angelino, que le gritaron lara que lanzara antes. West se justificó diciendo:

Sabía que tenía suficiente tiempo, porque miraba constantemente al reloj. A menudo me sorprendo hoy en día con jugadores jóvenes que no prestan atención al cronómetro.

Pero la alegría del público de los Lakers duró poco, ya que al día siguiente los Celtics empatarían la eliminatoria a 2, con un claro 115-102. Las series regresaron al Garden, pero el quinto partido sólo tuvo un nombre: Elgin Baylor. El solo consiguió 61 puntos, un récord en las Finales de la NBA, y capturó 22 rebotes, dando la victoria a su equipo por 126-121, y colocando la eliminatoria 3-2.

### El séptimo y definitivo partido
Todo estaba a favor de los Lakers, que disputarían el sexto partido en su pabellón. Una victoria les hubiera dado el campeonato, pero los Celtics forzaron un séptimo y definitivo partido tras vencer 119-105. Los de Boston llegaron al descanso del último encuentro con ventaja, 53-47, a pesar de que Sam Jones sólo anotó 1 de 10 lanzamientos a canasta. Mientras los Lakers se volvieron a encomendar a Baylor, quien consiguió 8 de 18 lanzamientos antes del descanso.
Los Celtics se mantenían arriba en el marcador 73-67 al entrar en el último minuto del tercer cuarto, pero fue entonces cuando surgió la figura de Jerry West, anotando 7 puntos consecutivos, dejando el marcador empatado a 75 antes del comienzo del último periodo. A partir de ese momento se desató la locura. Los Celtics se colocaron 6 arriba, pero se dejaron empatar a 88 a falta de 6 minutos por jugar. En ese momento Tom Heinsohn era eliminado por faltas personales, lo mismo que les había sucedido con anterioridad a Tom Sanders y a Jim Loscutoff, todos ellos incapaces de frenar a Baylor, que en ese momento llevaba ya 38 puntos.
En ese momento surgió la figura de Bill Russell, poniendo a los Celtics 5 arriba, 96-91. Pero una suspensión de West y un tiro libre de Baylor dejaban el marcador 96-94. Russell respondió anotando dos tiros libres, y West hacía lo propio en la otra canasta, anotando una nueva suspensión. Sam Jones puso un tapón a Frank Selvy en la jugada siguiente, anotando después dos lanzamientos desde la lína de tiros libres para dejar el marcador 100-96. En la jugada siguiente Rudy LaRusso cometió falta en ataque a falta de un minuto, y los Lakers parecían derrotados. Pero en ese momento Selvy enmendó su error, capturando un rebote en defensa y cruzando toda la cancha para anotar una bandeja. Segundos más tarde se repitió la acción, pero falló el lanzamiento. Él mismo capturó su rebote, empatando el partido a 100. Los Celtics tenían la posesión, con 18 segundos por jugar. Fue Frank Ramsey el que se la jugó intentando un gancho con varios defensores encima, y falló. El rebote fue para LaRusso, dando una última posesión a los Lakers. su entrenador, Fred Schaus, pidió un tiempo muerto a fanta de cinco segundos.
La primera opción de los Lakers era Baylor, West la segunda, y cualquier otro jugador, la tercera. Hot Rod Hundley, qu estaba en pista para poner la pelota en juego, soñó la noche anterior que anotaría él la canasta decisiva. Pero el sacba de banda, por lo que rápidamente se buscó una buena posición de tiro tras el saque. West y Baylor estaban perfectamente marcados. Pero Selvy se había quedado sólo en la línea de fondo. Cousy, su defensor, había ido a hacer un dos contra uno a West, y no pudo reaccionar. Humdley le dio la pelota a Selvy, a poco más de 3 metros del aro, una posición en la que había anotado 8 de 10 lanzamientos esa noche. Pero el balón no entró. Rebotó en el aro y fue capturado por Russell, que acabó el partido con 30 puntos y 40 rebotes, forzando la prórroga.
En el tiempo extra los Celtics no tuvieron rival, poniéndose rápidamente 5 puntos arriba, y terminando por llevarse el partido por 110-107. Sam Jones anotó 5 de sus 27 puntos en el periodo extra, mientras que Ramsey acabó con 23.